# أبو بكر الشبلي
هو الشيخ الزاهد أبو بكر دلف بن جعفر بن يونس الشبلي، ولد في سامراء عام 247 هـ/861م، وكان أبوه من رجال دار الخلافة في سامراء، وهو تركي الأصل من قرية شبلية من أعمال أشروسنة، ضمن بلاد ما وراء النهر.
ونشأ الشبلي مع أولاد الأمراء والوزراء، وأنخرط في سلك الوظيفة بدار الخلافة، وحظي من الأمراء بالنعم الوافرة، وعين أميرا على (دوماند) من توابع طبرستان.
وكان يرى المظالم في عمله والسعايات بين الحكام بالباطل فيؤلمه ذلك، ولا يوافق هواه ونزعته الشاعرية، وأحس بقيود الوظيفة، وأراد خلعها لأنه يرى مصيره سيئا في الدنيا والآخرة إذا أستمر بالعمل مع هؤلاء المتكالبين على الدنيا، والتقى بالرجل الصالح (خير النساج) وكان من مشاهير الوعاظ في عصره، ووجهه نحو جنيد البغدادي.
وألتقى الشبلي بالجنيد البغدادي فرحب به الجنيد وأكرمه وحبب إليه العبادات والتصوف والأنصراف عن الدنيا، وأن لا يجعلها كل همه.
ولقد ظهرت عليه حالات من الجذب والشطح والغيبوبة التي كان بعض المتصوفة يصطنعوها خوفاً من الحكام والولاة وصرح بجنونه مرة بعد المحنة التي حلت بصاحبه حسين بن منصور الحلاج وإعدامه سنة 309هـ، الموافق 922م، بقوله: أنا والحلاج شر واحد، فخلصني جنوني وأهلكه عقله. ويبدو أن الشبلي كان يتقن دوره بكفاءة عالية في افتعال الجنون ويأتي من الشطحات ما يقنع الآخرين أنه مجنون فعلاً، وكان يشاهد على الدوام يحرق الطعام ويمزق الملابس في أزقة بغداد فيعاتبه أصحابه على هذا فيقول ((وَإِذْ قَالَ إِبْرَاهِيمُ لِأَبِيهِ وَقَوْمِهِ إِنَّنِي بَرَاء مِّمَّا تَعْبُدُونَ))، فهذه الأطعمة والملابس والشهوات حقيقة الخلق ومعبودهم، أبرأ منها وأحرقه!
وكان الشبلي قد جزع من العمل أميرا عند الولاة وقرر الأستقالة من عمله.
فطلب منه الجنيد أن يعود إلى وظيفته ويسترضي الناس، فرجع الشبلي لعمله واقام فيها سنة، يسترضي خلالها الناس، ثم عاد إلى بغداد، وسلك سبيل التصوف وكان مالكي المذهب.
وقد أخذ العلم على يد علماء عصره وخدم الحديث الشريف، وغلبت عليه نزعة الزهد، والتعلق بالتصوف، وكان يعرف الزهد بقوله: (تحول القلوب من الأشياء إلى رب الأشياء).
وللشبلي ديوان شعر حسن، ومنه يقول:

## وفاته
توفي الشيخ الشبلي ليلة السبت 27 ذو الحجة 334 هـ/ 30 تموز 946م، ودفن ضحى في مقبرة الخيزران، وقبره ظاهر يزار وعليهِ قبة، ودفن إلى جواره بعض طلابه ومحبيه.

## من أقواله
- وقد سئل عن حديث خير كسب المرء عمل يمينه فقال: «إذا كان الليل فخذ ماء، وتهيا للصلاة، وصلي ما شئت، ومد يدك، وسل الله، فذلك كسب يمينك».
- وسئل عن قول القرآن: (لَوِ اطَّلَعْتَ عَلَيْهِمْ لَوَلَّيْتَ مِنْهُمْ فِرَاراً وَلَمُلِئْتَ مِنْهُمْ رُعْباً). سورة الكهف آية 18، فقال: «لو اطلعت على الكل لوليت منهم فراراً ألينا».
- وسئل في معنى قول القرآن: (قُل لِّلْمُؤْمِنِينَ يَغُضُّوا مِنْ أَبْصَارِهِمْ). سورة النور آية 30، فقال: «أبصار الرءوس عن المحارم، وأبصار القلوب عما سوى الله عز وجل».
- «ليت شعري ما اسما عندهم يا علام الغيوب. وما أنت صانع في ذنوبي يا غفار الذنوب وبم يختم عملي يا مقلب القلوب».
- التصوف ضبط حواسك، ومراعاة أنفاسك
- من عرف الله خضع له كل شيء؛ لأنه عاين أثر ملكه فيه.
- الفرح بالله أولى من الحزن بين يدى الله.
- من كان بالحق تلفه، كان الحق خلفه.

## أصحابه
- الحسين بن محمد بن موسى الأزدي
- أبو الحسن الحصري
- محمد بن أحمد بن حمدون الفراء
- محمد بن سليمان الصعلوكي الحنفي